# Barbro Dahlgren
Barbro Dahlgren de Jordán (Filipstad, 26 de noviembre de 1912-Ciudad de México, 28 de marzo de 2002) fue una etnóloga sueca.

## Datos biográficos
Dahlgren nació en Filipstad (Suecia) en 1912. Se trasladó a la Ciudad de México para estudiar etnología. Se casó con el antropólogo mexicano Fernando Jordán, con quien procreó a Ingrid y Eric, sus dos hijos. Falleció en la Ciudad de México en 2002 a la edad de 89 años.

## Estudios y cargos
Estudió en la Universidad de Hamburgo una carrera de docente de lengua alemana. En México ingresó a la Escuela Nacional de Antropología e Historia (ENAH), movida por un especial interés en las culturas mesoamericanas. En la ENAH se graduó como etnóloga y a partir de 1947 se desempeñó como docente en la Facultad de Filosofía y Letras de la UNAM, en la Universidad de las Américas y la Universidad Iberoamericana. Ocupó la dirección del Departamento de Etnohistoria del Instituto Nacional de Antropología e Historia (INAH) y la jefatura de Etnografía en el Museo Nacional de Antropología de México.

## Obra
Dahlgren es conocida por su interés en las culturas de Mesoamérica. Publicó varios textos referentes a diversas temáticas de la historia prehispánica de esa región así como de los descendientes de las antiguas civilizaciones indígenas. Algunas de sus publicaciones son:
- La Mixteca. Su etnografía e historia prehispánica, México, Universidad Nacional Autónoma de México, Instituto de Investigaciones Antropológicas, 1954, 400 p. [2a edi.:1966; 4a ed.: 1990]
- Nocheztli. Grana cochinilla, México, Porrúa, Nueva Biblioteca Mexicana de Obras históricas, 1963, 327 p.
- El corazón de Copil. El Templo Mayor y el Recinto Sagrado, México, Instituto Nacional de Antropología e Historia, 1982, 334 p.
- La grana cochinilla, México, Universidad Nacional Autónoma de México, Instituto de Investigaciones Antropológicas, 1990.
- Las artes textiles (1975)
- Historia de la religión de Mesoamérica (1987)

## Obra colectiva
- Mesoamérica: homenaje al doctor Paul Kirchkoff, Wigberto Jiménez Moreno [et al.], Barbro Dahlgren, coord., México, Secretaría de Educación Pública, Instituto Nacional de Antropología e Historia, 1979, 226 p.
- Homenaje a Román Piña Chan, organizadores Barbro Dahlgren, ed., [et al.], México, Universidad Nacional Autónoma de México, Instituto de Investigaciones Antropológicas, 1987.
- I Coloquio de Historia de la religión en Mesoamérica y áreas afines, Barbro Dahlgren de Jordán, ed., México, Universidad Nacional Autónoma de México, Instituto de Investigaciones Antropológicas, 1987, 303 p.
- II Coloquio de Historia de la religión en Mesoamérica y áreas afines, Barbro Dahlgren de Jordán, ed., México, Universidad Nacional Autónoma de México, Instituto de Investigaciones Antropológicas, 1990, 295 p.

- Datos: Q5719430